# 에스지헬스케어
에스지헬스케어(SG Healthcare)는 대한민국의 진단영상 장비 기업이다. 디지털 엑스레이 장비를 시작으로 인공지능(AI) 기반 저선량 CT, MRI, 초음파 등의 의료기기를 개발, 제조 및 수출하고 있다.

## 상장
2024년 하나금융22호스팩과의 합병을 통해 코스닥에 우회상장하였다.

## 역사
KAIST 출신인 김정수 대표가 2009년에 설립하였다.

## 참고 문헌
1. ↑  이기욱, 상장 타깃 이사회, '사외이사' 영입…사내이사는 'R&D' 무게, 더벨, 2024-10-02
2. ↑  코스닥 상장 앞둔 SG헬스케어, 고부가가치 영상진단기기로 승부, 이데일리, 2024년 12월 13일
3. ↑  SG헬스케어, 코스닥 상장 추진…내년 1월 목표, 데일리메디, 2024.05.02
4. ↑  신하연, 에스지헬스케어, 스팩 합병절차 마무리…12월 코스닥 상장, 이데일리, 2024-12-05
5. ↑  풀라인업 보유한 SG헬스케어, 새로운 성장동력은 '덴탈', 히트뉴스, 2024.10.23